# هنري كونان بيديه
هنري كونان بيديه (بالفرنسية: Henri Konan Bédié)‏ (5 مايو 1934 - 1 أغسطس 2023)، هو سياسي ودبلوماسي من ساحل العاج . شغل منصب رئيس جمهورية ساحل العاج منذ 1993 حتى الإطاحة به في 1999. كان عضوًا في الحزب الديمقراطي لساحل العاج – التجمع الديمقراطي الإفريقي.

## وفاته
توفي هنري كونان بيديه في 1 أغسطس 2023 عن عمر ناهز التاسعة والثمانين.